# Jean de Hornes
Pour les articles homonymes, voir Hornes.
Jean de Hornes, né en 1450 et mort le 18 décembre 1505 à Maastricht, est prince-évêque de Liège de 1483 à sa mort en 1505.

## Biographie
Jean de Horne est un descendant de la famille noble de la Maison de Hornes. Il est le fils de Jacob de Horne (1426?-1488), premier comte de Hornes. Son frère aîné Jacob II de Horne (ca.1450-1502) était l'héritier du comté.
Jean est élu prince-évêque de Liège en 7 novembre 1483 et confirmé, par le pape Sixte IV , le 17 décembre 1483. Il s'efforça de restaurer le territoire liégeois ruiné par les destructions et les troubles du règne de son prédécesseur, Louis de Bourbon.
La Paix de Saint-Jacques, compilation de textes législatifs antérieurs, fut publiée le 5 avril 1487. En 1492, le souverain des Pays-Bas, Philippe le Beau, reconnut la neutralité liégeoise.
Il régna jusqu'en 1505.
De Hornes est mort après une courte maladie une semaine avant Noël en 1505, prétendument dans la maison d'un chanoine à Maastricht. En raison de la poursuite du soulèvement liégeois, il ne put être enterré selon la coutume dans la cathédrale Saint-Lambert. C'est pourquoi il fut inhumé dans le chœur de l'église du monastère des Pères observants, qu'il fonda, près de l'actuelle société de plein air Slavante (nl), juste au sud de Maastricht. Le monastère était situé dans la seigneurie liégeoise de Sint Pieter. Son évêque auxiliaire, Libertus van Broeckem, y fut également enterré un an plus tard. Les tombes ont probablement été perdues lors de la destruction du premier monastère des observants en 1578. Le monastère a été reconstruit en 1638, mais est tombé en ruine après l'abolition des monastères par les Français en 1796. Une aile du monastère a été conservée, mais il ne reste aucun vestige de l'église.
Les armoiries de Jean de Hornes sont incorporées dans les entrelacs d'une des fenêtres gothiques du cloître de la basilique Saint-Servais (nl) de Maastricht. Le cloître est probablement érigé sous le règne de Jean de Hornes.